# Течалута-де-Монтенегро
Течалута-де-Монтенегро (исп. Techaluta de Montenegro) — посёлок в Мексике, в штате Халиско, входит в состав одноимённого муниципалитета и является его административным центром. Численность населения, по данным переписи 2020 года, составила 2856 человек.

## Общие сведения
Поселение Течалута было основано в доиспанский период, его название с языка науатль можно перевести как: место обитания течалотов.
С 1490 по 1510 в его окрестностях тараски вели войну за солончаки, но потерпели поражение.
В 1522 году регион был покорён конкистадорами во главе с Алонсо де Авалосом и Хуаном Альваресом Чико, а поселение было включено в провинцию Авалос.
В 1576 году монахи Хуан де Падилья, Франсиско де Пастрана и Мигель де Болония основали монастырь Святого Себастьяна для евангелизации местного населения.
В 1824 году произошло землетрясение, разрушив множество зданий Течалуты, а новые здания начали строиться в 2 км южнее разрушенного поселения.
В сентябре 1888 года Течалута становится административным центром одноимённого муниципалитета.
30 сентября 1899 года Конгресс штата утвердил, что к названию поселения и муниципалитета было добавлено Montenegro, в честь национального героя Лауро Монтенегро, который 15 января 1865 года был казнён французскими интервентами в Течалуте.
Посёлок расположен в 85 км к югу от столицы штата, города Гвадалахара, на региональной автодороге 401, вблизи озера Саюла.